# Max Bröske
Max Bröske (* 25. Juli 1882 in Königsberg; † 13. März 1915 ebenda) war ein deutscher Ruderer, der 1912 eine olympische Bronzemedaille mit dem Achter gewann.
Bröske startete für den Berliner Ruderverein von 1876. 1911 unterlag er bei der Deutschen Meisterschaft mit dem Berliner Achter gegen den Achter aus Stettin. 1912 siegte der Berliner Achter mit Otto Liebing, Max Bröske, Max Vetter, Willi Bartholomae, Fritz Bartholomae, Werner Dehn, Rudolf Reichelt, Hans Matthiae und Steuermann Kurt Runge bei der Deutschen Meisterschaft vor dem Boot aus Mainz, das Boot vom Berliner RC Sport-Borussia gab auf.
Bei den Olympischen Spielen 1912 auf dem Djurgårdsbrunnsviken in Stockholm traten jeweils zwei Boote im K.-o.-System gegeneinander an. Der Achter des Berliner RV von 1876 siegte in der ersten Runde über einen ungarischen Achter. In der zweiten Runde trafen zwei Berliner Boote aufeinander, der RV von 1876 siegte über das Boot von Sport-Borussia. Im Halbfinale unterlag das Boot mit Bröske den späteren Olympiasiegern vom Londoner Leander Club. Da nur drei Boote das Halbfinale erreichten, waren die Deutschen damit Olympiadritte.